# Patrick Machado
Patrick Machado Ferreira, também conhecido pelo apelido PK (Porto Alegre, 23 de novembro de 1998) é um futebolista brasileiro que atua como meia e ponta. Atualmente joga pelo Volta Redonda.

## Carreira

### Grêmio
Natural de Porto Alegre, Patrick iniciou nas escolinhas do Grêmio com 10 anos em 2009, após destacar-se em um amistoso contra o próprio Grêmio defendendo a escolinha em que atuava na zona norte da capital. Apesar de sua escolinha ter pedido por 2–1, saiu de campo com um gol e o convite para treinar no CT com o Sub-10. Desde o início, destacou-se pela qualidade técnica, apesar de ser mais franzino que os demais. Por ser promissor e ter um status de  joia, Patrick foi idealizado como sendo um possível sucessor de Luan, ídolo do clube.
Em 2017, destaque do time de transição, Patrick foi chamado por Renato Gaúcho para atuar na equipe principal no Brasileirão já que os titulares estavam sendo preservados para a Libertadores, tendo também assinado em 11 de abril uma renovação contratatual por cinco anos. No entanto, em 2018, o garoto voltou para o grupo de transição e acabou sendo emprestado para o Criciúma, para a disputa da Série B. No clube catarinense, teve uma passagem ruim.
Na temporada de 2019, o meia retornou ao Grêmio. Em março, foi o destaque da excursão pela Europa feita pelo grupo de transição, onde dentre seis amistosos seis amistosos venceu cinco partidas e empatou um. Com isso, foi promovido em definitivo para o time principal.
Em novembro de 2020, chegou a despedir-se do tricolor gaúcho rumo ao Vasco, entretanto o negócio não concretizou-se após uma mudança na comissão técnica cruz-maltina e Patrick permaneceu no Grêmio, pedindo para atuar no Sub-23. Um mês depois, lesionou-se no joelho e ficou quase um ano parado.

### Brasil de Pelotas
Em 17 de setembro de 2021, foi anunciado que Patrick havia sido emprestado so Brasil de Pelotas até o fim da Série B.

### Santa Clara e B-SAD
Após despedir-se do Grêmio em janeiro com 43 partidas e seis gols, em 1 de fevereiro de 2022 foi anunciado pelo clube português Santa Clara, assinando até junho de 2024.
Após apenas uma partida pelo clube, em 1 de setembro do mesmo ano Patrick foi emprestado ao B-SAD, também de Portugal. Fez sua estreia antes de ser anunciado, em 30 de agosto, na vitória por 3–2 sobre o Moreirense, onde contribuiu com uma assistência.

### Segunda passagem pelo Brasil de Pelotas
Após somente 11 partidas pelo B-SAD sem ser aproveitado, foi anunciada a sua segunda passagem pelo Brasil de Pelotas em 3 de fevereiro de 2023, ficando até final da temporada para disputar o Campeonato Gaúcho e a Série D. Foram 17 jogos e quatro gols pelo Xavante nessa passagem.

### Audax e Brusque
Após bom Campeonato Carioca pelo Audax com seis partidas e todas como titular, Patrick transferiu-se para o Brusque em fevereiro de 2024, porém só disputou uma partida contra o Marcílio Dias e em 20 de abril foi anunciada sua rescisão contratual de forma amigável.

### Volta Redonda
Três dias depois da rescisão com o Brusque, Patrick foi anunciado como novo reforço do Volta Redonda por empréstimo com opção de compra até o final da Série C.
No Voltaço, integrou o elenco campeão da Serie C de 2024, tendo feito o primeiro gol da vitória por 2–0 sobre o Athletic no jogo de volta da final em 18 de outubro de 2024, após vitória de 1–0 no primeiro jogo. Considerado um dos destaques do acesso e do título, o Volta Redonda iniciou o processo de compra dos direitos federativos de PK e em 21 de novembro o clube anunciou sua renovação de contrato até o fim de 2026, após pagar 400 mil reais para adquirir os direitos federativos. Ao todo disputou 25 partidas e marcou quatro gols na temporada.

## Títulos

### Grêmio
- Campeonato Gaúcho: 2020

### Volta Redonda
- Campeonato Brasileiro - Série C: 2024